# 郭碧珊
郭碧珊，香港健康情緒中心臨床心理學家。
郭碧珊中五會考後，藉暫取生計劃，憑會考成績獲香港中文大學醫學院取錄，經歷第一個學期後，獲破格轉到心理系就讀。1995年於中大新亞書院心理學系以一級榮譽畢業，取得社會科學學士，並獲頒優異畢業生。
1995年加入地鐵公司，擔任人事部見習經理人事主任，1998年離任。2000年於中大取得臨床心理學社會科學碩士學位，並爲全班唯一獲院長榮譽錄的畢業生。同年加入香港進食失調中心，任臨床心理學家。2001年起亦擔任香港健康情緒中心臨床心理學家。她不時於電視節目或報紙雜誌等傳媒講解有關心理學的課題，如社交焦慮症、進食失調症及認知行為治療等，她亦撰寫有關心理學題材的書籍。
2006年，獲《旭茉》（Jessica）雜誌頒發「成功女士大獎」。

## 軼事
據她文章憶述，1993年1月1日凌晨，蘭桂坊慘劇當晚，原來她也有到現場附近慶祝，幸好夠機警及早離開現場，因而避過一劫。

## 著作
- 《為情所困——走出情緒病深淵》經濟日報出版社(香港) ISBN 9789626782583
- 《愛．情故事》 郭碧珊/張小雲/李誠，明窗出版社 ISBN 9789628993833
- 《愛．情故事(2)》 李誠/郭碧珊/張小雲，明窗出版社 ISBN 9789628994113
- 《吃不由己——認識進食失調》 郭碧珊/李誠/文秉懿，秋山出版製作公司 ISBN 9789889778514

## 資料來源
1. ↑  郭碧珊把困難當作挑戰 醫藥人健康雜誌
2. 1 2  .   [2011-03-03]. （原始内容存档于2016-03-05）.
3. ↑  郭碧珊　正面駕馭情緒陰晴 （页面存档备份，存于） 中大校友－2010年6月號